# Poros

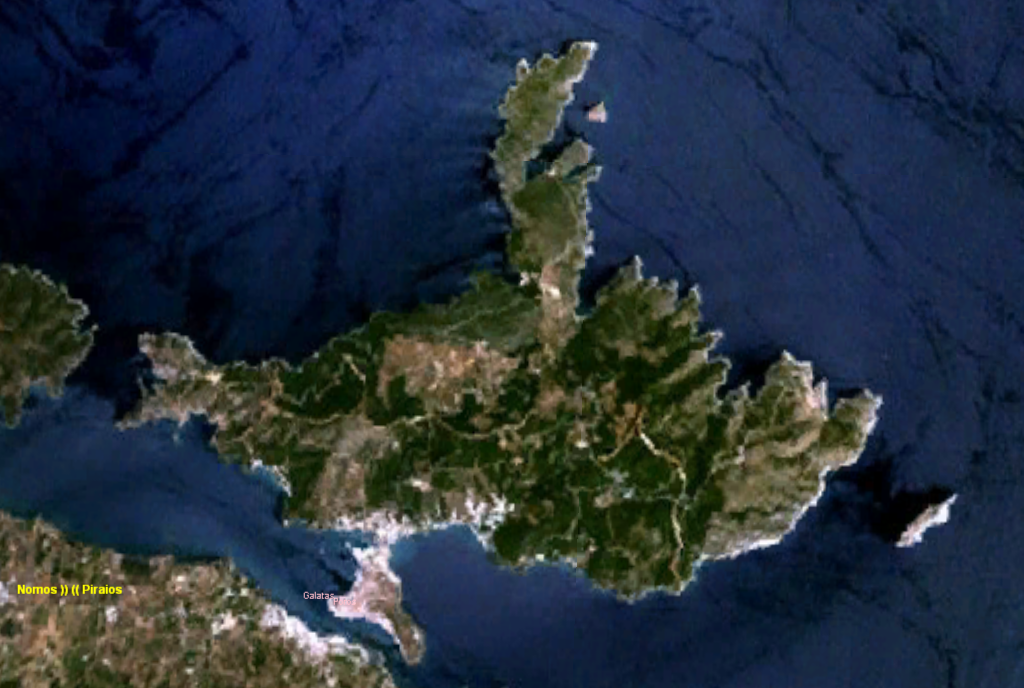
Satellitbild av Poros.

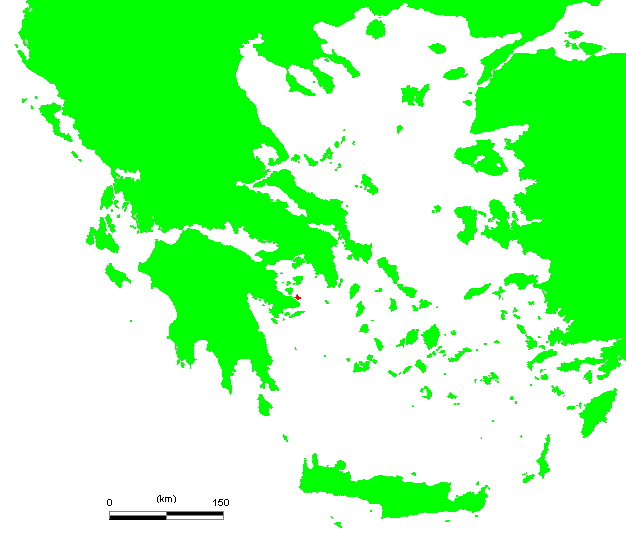
Lägeskarta

Poros är ett par grekiska öar, Sphairia och Kalaureia, i södra delen av Saroniska bukten i Egeiska havet omkring 200 meter från Peloponnesos. Poros är omkring 31 km² och rymmer 4 000 invånare. De två öarna, som är förenade av en bro, har en rik vegetation och bra vägar. Med närheten till Aten utgör de ett populärt resemål för turister.